# Liechtenstein en los Juegos Olímpicos de Grenoble 1968
Liechtenstein estuvo representado en los Juegos Olímpicos de Grenoble 1968 por nueve deportistas, ocho hombres y una mujer, que compitieron en dos deportes.
El equipo olímpico liechtensteiniano no obtuvo ninguna medalla en estos Juegos.